# Euphorbia rosularis
Euphorbia rosularis är en törelväxtart som beskrevs av Andrej Aleksandrovitj Fjodorov. Euphorbia rosularis ingår i släktet törlar, och familjen törelväxter. Inga underarter finns listade i Catalogue of Life.